# 蒼海館の殺人
『蒼海館の殺人』（あおみかんのさつじん）は、推理作家・阿津川辰海の長編推理小説。2021年、〈館四重奏〉シリーズ第2作として講談社タイガより出版される。
2022年、第22回本格ミステリ大賞（小説部門）候補作品。「2021本格ミステリ・ベスト10」、国内ランキング第1位、「このミステリーがすごい! 2021年度版」国内編第2位、「2021年週刊文春ミステリーベスト10」第2位、「ミステリが読みたい! 2021年度版」国内篇第3位。

## 概要
本作は、『紅蓮館の殺人』（2019年）に続くシリーズの第2作で、綾辻行人の『十角館の殺人』に代表される“館”ミステリに真正面から挑んだ作品である。
自然の脅威が登場人物たちを襲い、命がけの状況の中で事件の推理を行わなければならないのが本シリーズの特徴で、本作では大雨による洪水が刻一刻と迫る館から脱出するために、事件の謎解きを極限状況の中で行う。
本シリーズには、主人公である2人の高校生、探偵・葛城輝義とその助手・田所信哉がたどる変化を描いた青春小説としての側面もあり、本作は失意のうちに終わった前作から2人が立ち直る物語でもある。

## あらすじ
大型台風が迫る週末、M山の事件（『紅蓮館の殺人』）以来、不登校になってしまった葛城輝義に会うために、田所は友人の三谷を連れて彼の実家であるY村の青海館（あおみかん）を訪れる。そこに住むのは政治家の父・健治朗と大学教授の母・璃々江、警察官の兄・正、トップモデルの姉・ミチル、認知症を患う祖母ノブ子で、この日は2か月前の8月下旬に持病の心臓病の発作で亡くなった祖父・惣太郎の49日の法要のために、叔母の堂坂由美と彼女の夫で弁護士の広臣、2人の息子の夏雄、ミチルの元カレの坂口、夏雄の家庭教師・黒田が集まっていた。
田所と三谷は、惣太郎の精進落としの食事に同席することになるが、その席上、夏雄が「おじいちゃんって殺されたんでしょ？」と発言し、惣太郎の注射用のアンプルを保管してある離れの戸棚の前で、誰かがアンプルの中に何か入れているところを見たという。さらに坂口が、惣太郎の死の前日、惣太郎殺害を示すあるものをカメラに収め、その直後と東京に戻ってからの2度命を狙われ、2度目の襲撃の際にカメラのSDデータを奪われそうになったことを話す。そこへ葛城家の主治医・丹葉梓月（たんばしづき）が現れる。丹葉は、婿養子に行った田所の実の兄であった。丹葉は、アンプルは折ったら元に戻せず、痕跡を残さず毒薬を混入するのは不可能だと指摘する。
その後、田所と三谷、坂口、黒田、丹葉は、大雨の影響で葛城家にとどまることになる。部屋が足りないため坂口だけが離れで過ごすことになり、田所と三谷が坂口に誘われて3人で離れに行くと、そこで坂口は疑惑の写真を2人に見せる。それはアンプルが保管してある戸棚の前に立っている男の写真であった。しかし背後から写した写真のため男が誰かは分からなかった。また、状況は夏雄の話と一致しているが、部屋の外から夏雄が目撃できる場所はなかった。
夕食後、雨はますます激しさを増し、黒田が車で川の状況を見に行く。そして深夜、洪水警報が鳴り響き、安否確認のため田所たちが離れの坂口の様子を見に行くと、散弾銃で撃たれ、頭の上半分が吹き飛んだ男の死体があった。死体は坂口と部屋を交換した正であった。健治朗は、坂口が襲撃されたという話は自分が容疑圏外へ逃れるための偽装で、正を殺す動機が元々ありそのまま殺すと自分に疑いがかかるので、部屋を交換して狙われたのは自分だと思わせようとしたのだと指摘する。激怒した坂口は、自分に濡れ衣を着せる家にこれ以上いられないと館を飛び出し、追ってきた田所と三谷に犯人は惣太郎の孫だと言い残して車に乗り込む。その直後、車が大爆発し坂口を炎が飲み込んだ。
その後、状況はさらに悪化し、川の氾濫で青海館に至るまでの道路が土砂崩れで寸断され警察が来られないことが判明する。そこへ館に洪水から逃がれて来た避難者3人が現れ、健治朗は避難者を受け入れ、さらに増えるであろう避難者のために食堂とホールを開放して避難所にする。そこへ行方不明となっていた黒田のものと思われる車が、川に流されている映像がSNSでアップされているのを見つける。
健治朗は、取り残された住人を救うため、葛城と田所、三谷を連れて車を走らせる。最初の家で1人で残されている少年と家の中の様子を見た葛城は、推理により連絡を取れなくなっていた両親を救出する。推理で命を救ったことで探偵としての使命と意義を認識して立ち直った葛城は、元凶である犯人の犯罪を暴くため、そして家族全員を解放するために、真実をすべて解き明かすことを決意する。

## 登場人物
田所信哉（たどころ しんや）
高校2年生。かつては探偵を志していたが、現在は同級生で名探偵の葛城輝義の助手を務めている。
葛城輝義（かつらぎ てるよし）
高校2年生。名探偵。頭脳明晰で鋭い観察眼と他人の嘘を見抜く能力を持つ。M山の事件（『紅蓮館の殺人』）以来、不登校。
葛城健治朗（かつらぎ けんじろう）
輝義の父。自信に満ち溢れた政治家。「青海館」の当主。
葛城璃々江（かつらぎ りりえ）
輝義の母。大学教授。論理を重んじる。
葛城正（かつらぎ ただし）
輝義の兄。警察官。輝義に名探偵の手ほどきをする。
葛城ミチル（かつらぎ ミチル）
輝義の姉。トップモデル。輝義への風当たりが強い。
堂坂由美（どうざか ゆみ）
輝義の叔母。いつも陽気で明るい。
堂坂広臣（どうざか ひろおみ）
由美の夫。弁護士。弁が立つが芝居がかっている。
堂坂夏雄（どうざか なつお）
堂坂夫妻の息子、輝義の従弟。奔放な言動で場をかき乱す。
葛城ノブ子（かつらぎ ノブこ）
輝義の祖母。認知症を患うが、所作の上品さは忘れない。
葛城惣太郎（かつらぎ そうたろう）
故人。輝義の祖父。約2か月前に亡くなる。
坂口（さかぐち）
雑誌記者。ミチルの元カレ。
黒田（くろだ）
夏雄の家庭教師。
丹葉梓月（たんば しづき）
葛城家の主治医。田所の兄。丹葉家の婿養子。
三谷緑郎（みたに ろくろう）
田所の友人。楽天家の図書委員。

## 書誌情報
- 蒼海館の殺人（2021年2月 講談社タイガ ISBN 978-4-06-521207-3）